# Oldambt
Oldambt es un municipio de la provincia de Groninga en los Países Bajos. Fue creado el 1 de enero de 2010 por la fusión de otros tres antiguos municipios: Reiderland , Scheemda y Winschoten.
El municipio, limítrofe con Alemania y con la bahía de Dollard —un brazo de mar en el mar de Frisia— cuenta con una superficie de 295,96 km², de los que 68,16 km² están ocupados por el agua, incluyendo la superficie ocupada por el Oldambtmeer, un lago artificial. En marzo de 2014 contaba con 38.547 habitantes.
Los núcleos de población que forman el municipio son: Bad Nieuweschans, Beerta, Drieborg, Finsterwolde y Nieuw-Beerta, que constituyeron el antiguo municipio de Reiderland; Heiligerlee, Midwolda, Nieuw Scheemda, Nieuwolda, Oostwold y Westerlee, integrantes del antiguo municipio de Scheembda, Winschoten, que constituyó un antiguo municipio, y Blauwestad, que es el único núcleo surgido tras la creación del municipio.

## Galería

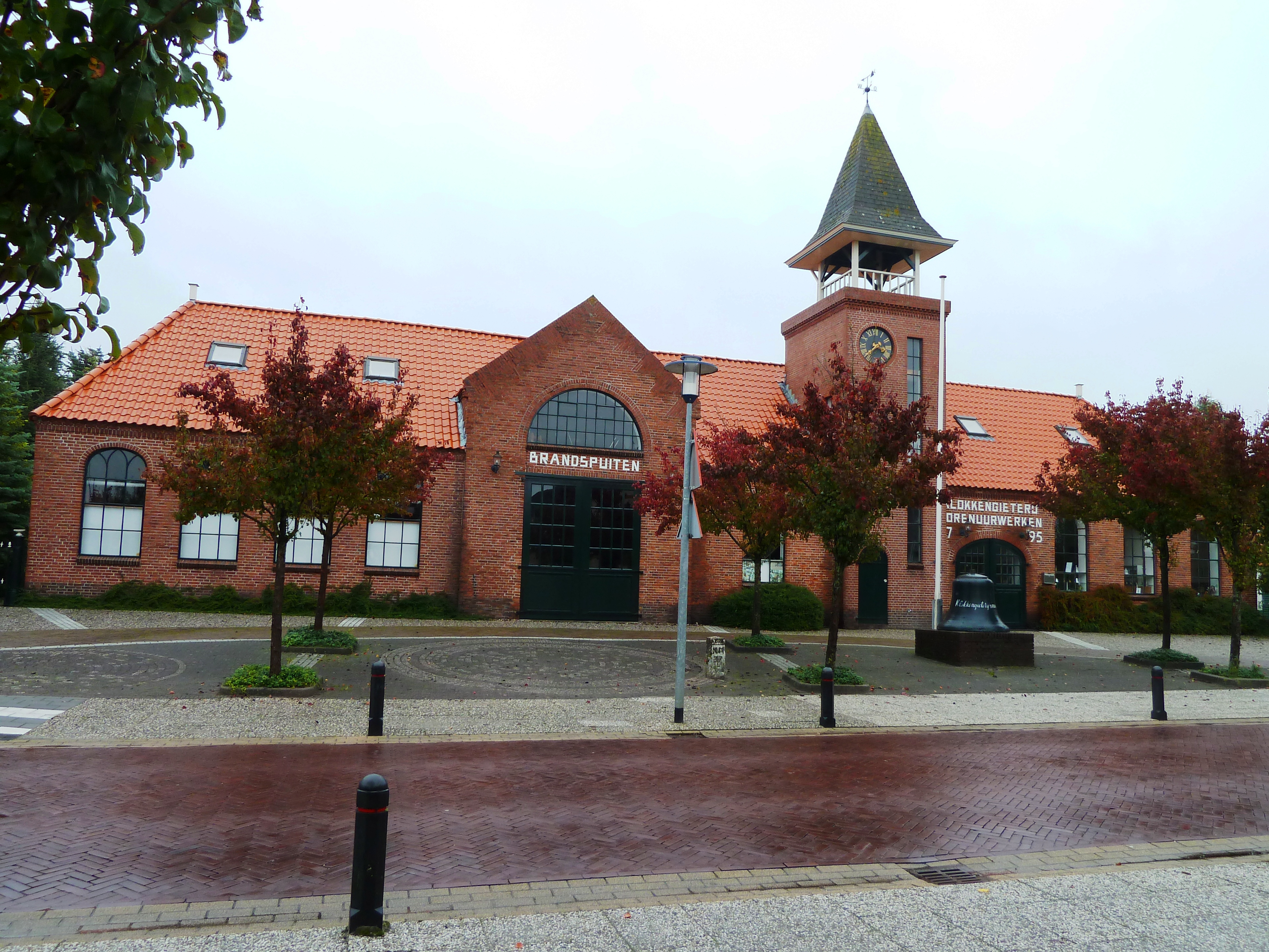
Klokkengieterijmuseum en Heiligerlee, localizado en una antiguo fundición de campanas.
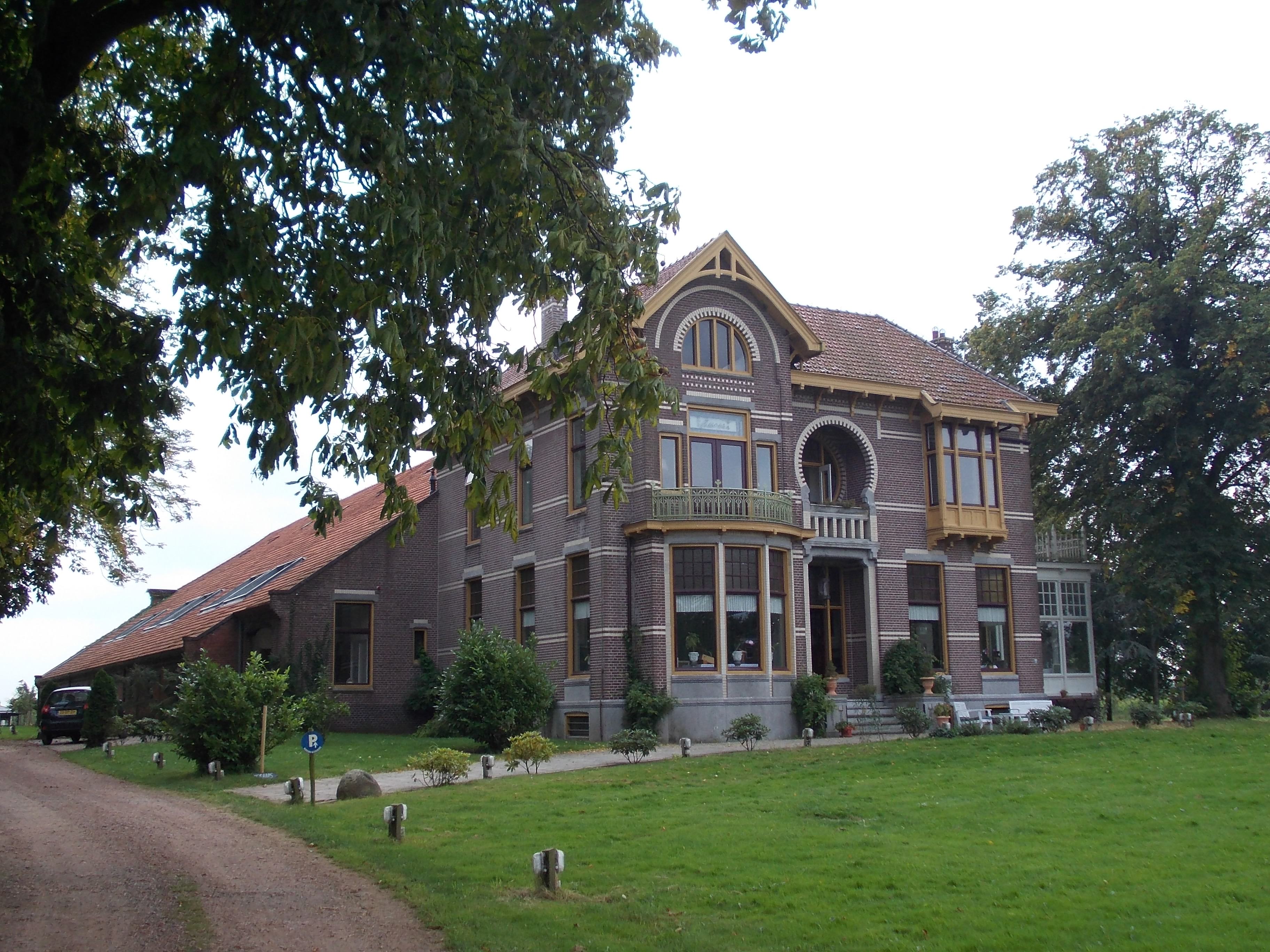
Antigua granja (1910) en Westerlee.
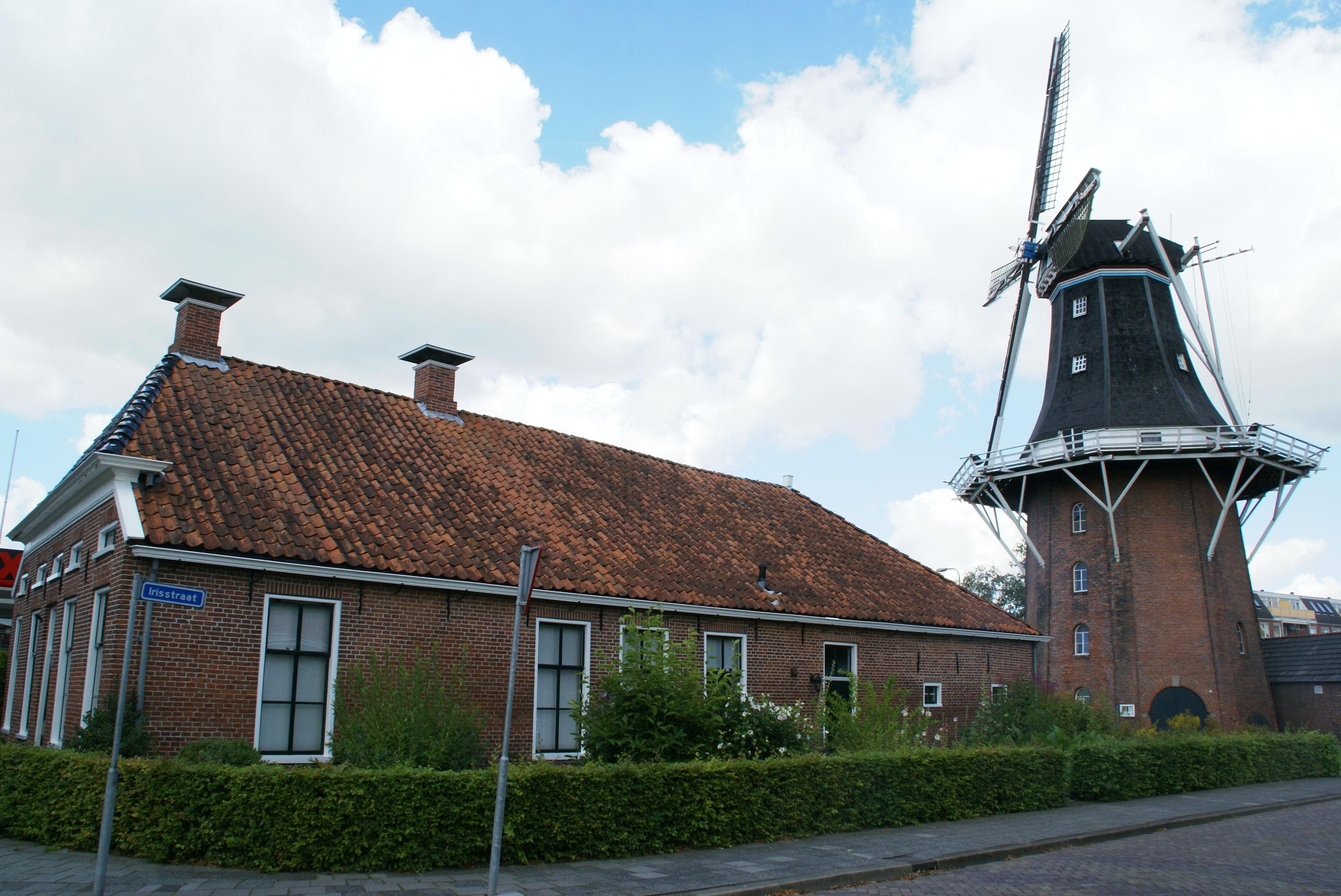
Winschoten, molino y casa del molinero.
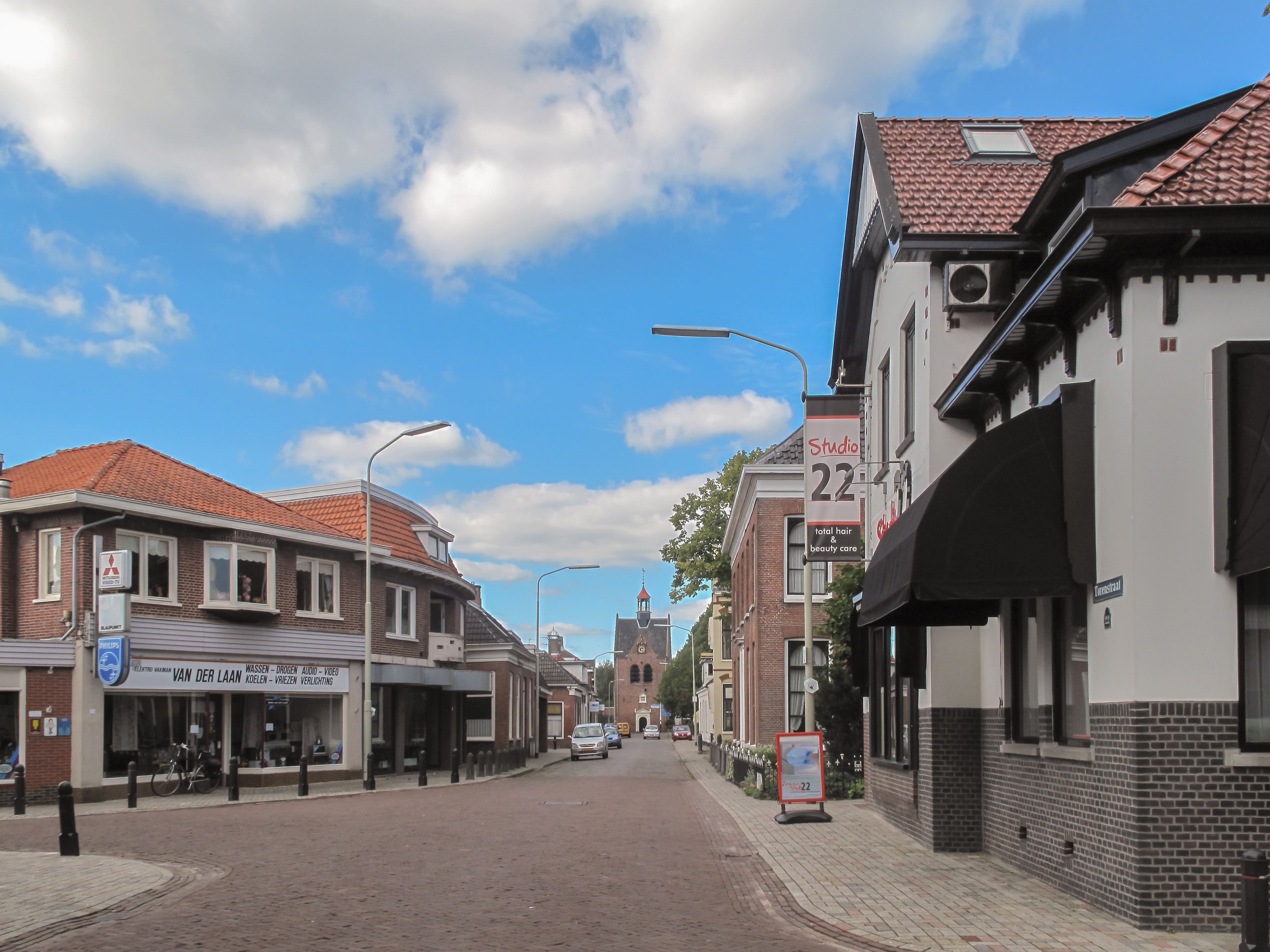
Scheemda, vista de la calle: de Torenstraat
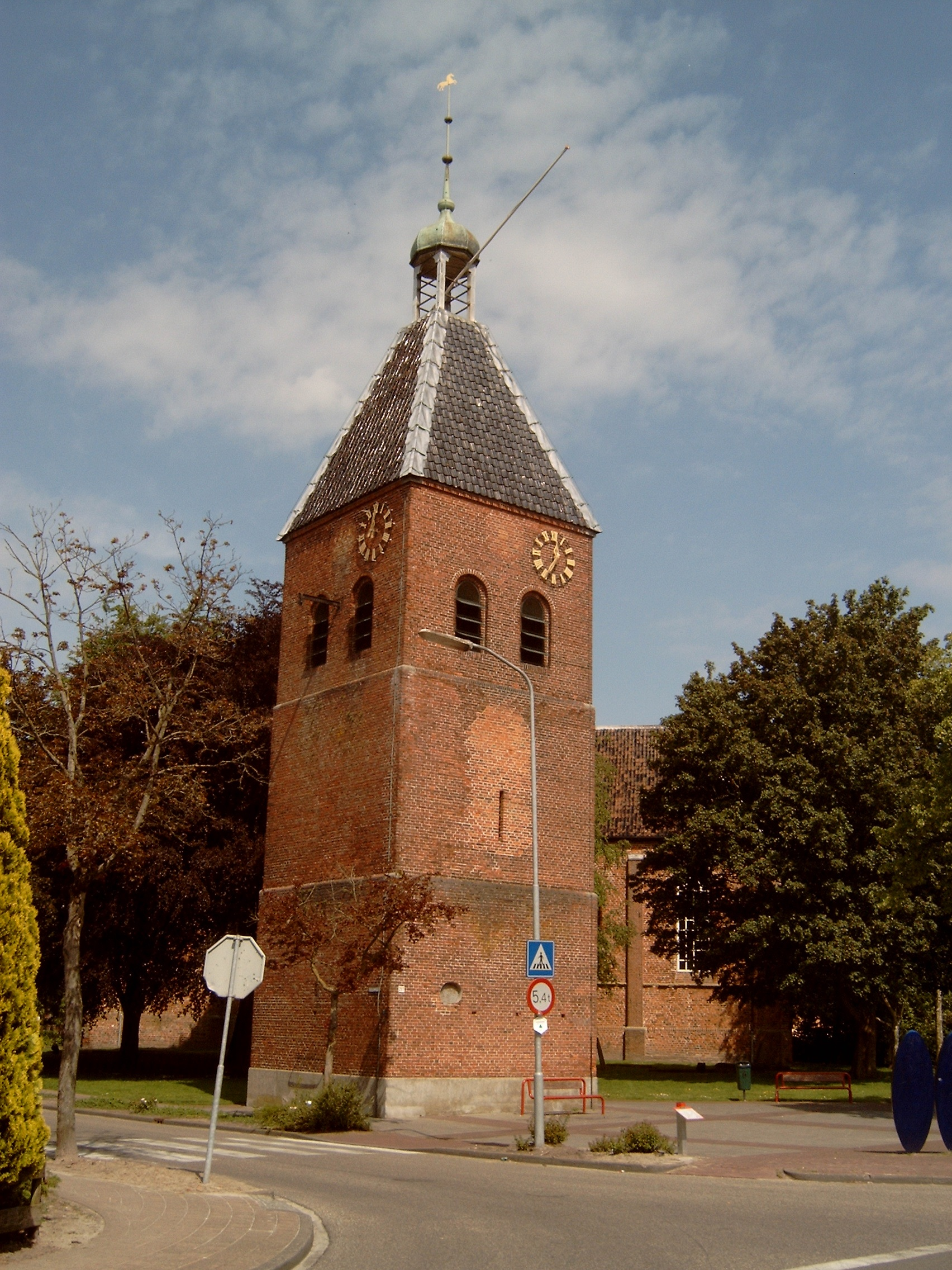
Torre exenta de la iglesia reformada de Beerta.
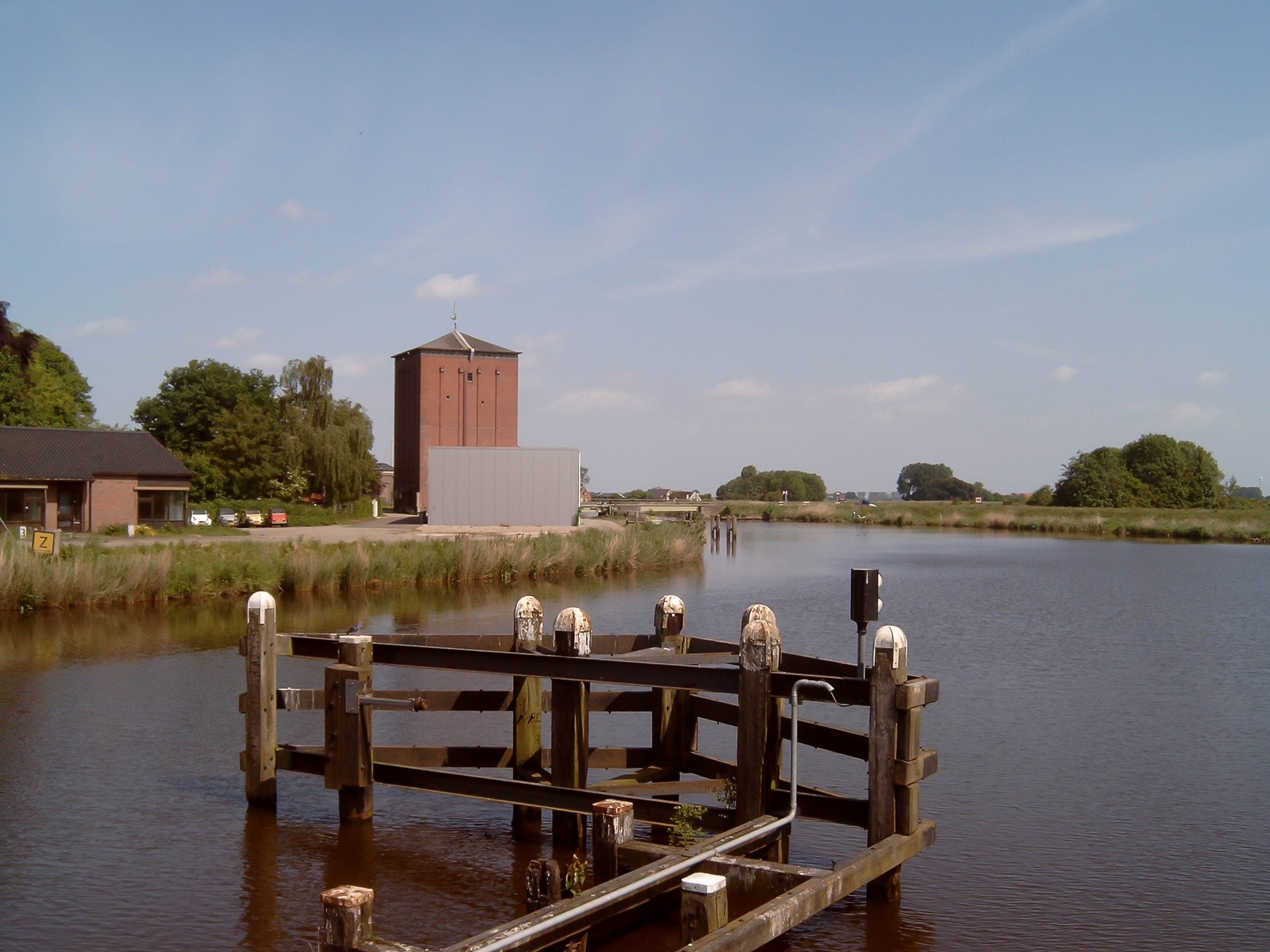
Nieuweschans, vista del Westerwoldse Aa.